# Nārāyanavanam
Nārāyanavanam är en ort i Indien.   Den ligger i distriktet Chittoor och delstaten Andhra Pradesh, i den södra delen av landet, 1 700 km söder om huvudstaden New Delhi. Nārāyanavanam ligger 128 meter över havet och antalet invånare är 11 432.
Terrängen runt Nārāyanavanam är kuperad åt sydost, men åt nordväst är den platt. Runt Nārāyanavanam är det tätbefolkat, med 636 invånare per kvadratkilometer. Närmaste större samhälle är Puttūr, 4,3 km väster om Nārāyanavanam. Omgivningarna runt Nārāyanavanam är en mosaik av jordbruksmark och naturlig växtlighet.